# Open Hall-Red Cliffe
Open Hall-Red Cliffe is een designated place (DPL) in de Canadese provincie Newfoundland en Labrador. De censusdivisie bevindt zich in het oosten van het eiland Newfoundland en is op papier ook een local service district.

## Geschiedenis
In 1991 kreeg het gemeentevrije Open Hall-Red Cliffe lokaal bestuur door de oprichting van een local service district (LSD).
Uit de officiële lijst van local service districts van 2020 blijkt echter dat het LSD-bestuur toen reeds niet langer actief was. Dit betekent dat Open Hall-Red Cliffe enkel de jure nog een LSD is.

## Geografie
Open Hall-Red Cliffe bestaat uit twee aan elkaar grenzende plaatsen in het noorden van Bonavista, een groot schiereiland aan de oostkust van Newfoundland. Het betreft het gehucht Open Hall en het noordelijker gelegen gehucht Red Cliffe.
Beide plaatsen liggen aan het zuidelijke gedeelte van Bonavista Bay aan een noordwaartse aftakking van provinciale route 235. De DPL ligt 3 km ten noorden van het dorp Plate Cove East en 10 km ten westen van de gemeente King's Cove.

## Demografie
De DPL werd voor het eerst gebruikt bij de volkstelling van 2001. Open Hall-Red Cliffe kent de voorbije jaren, ondanks schommelingen, duidelijk een dalende langetermijntrend.
| Demografische ontwikkeling tussen 2001 en 2021       |
| ---------------------------------------------------- |
|                                                      |
| Bron: Statistics Canada (2001–2006, 2011–2016, 2021) |

In 1996 telden beide plaatsen opgeteld 122 inwoners, waarvan 74 in Open Hall (61%) en 48 in Red Cliffe (39%).